# Obelisc als Constituents de 1830

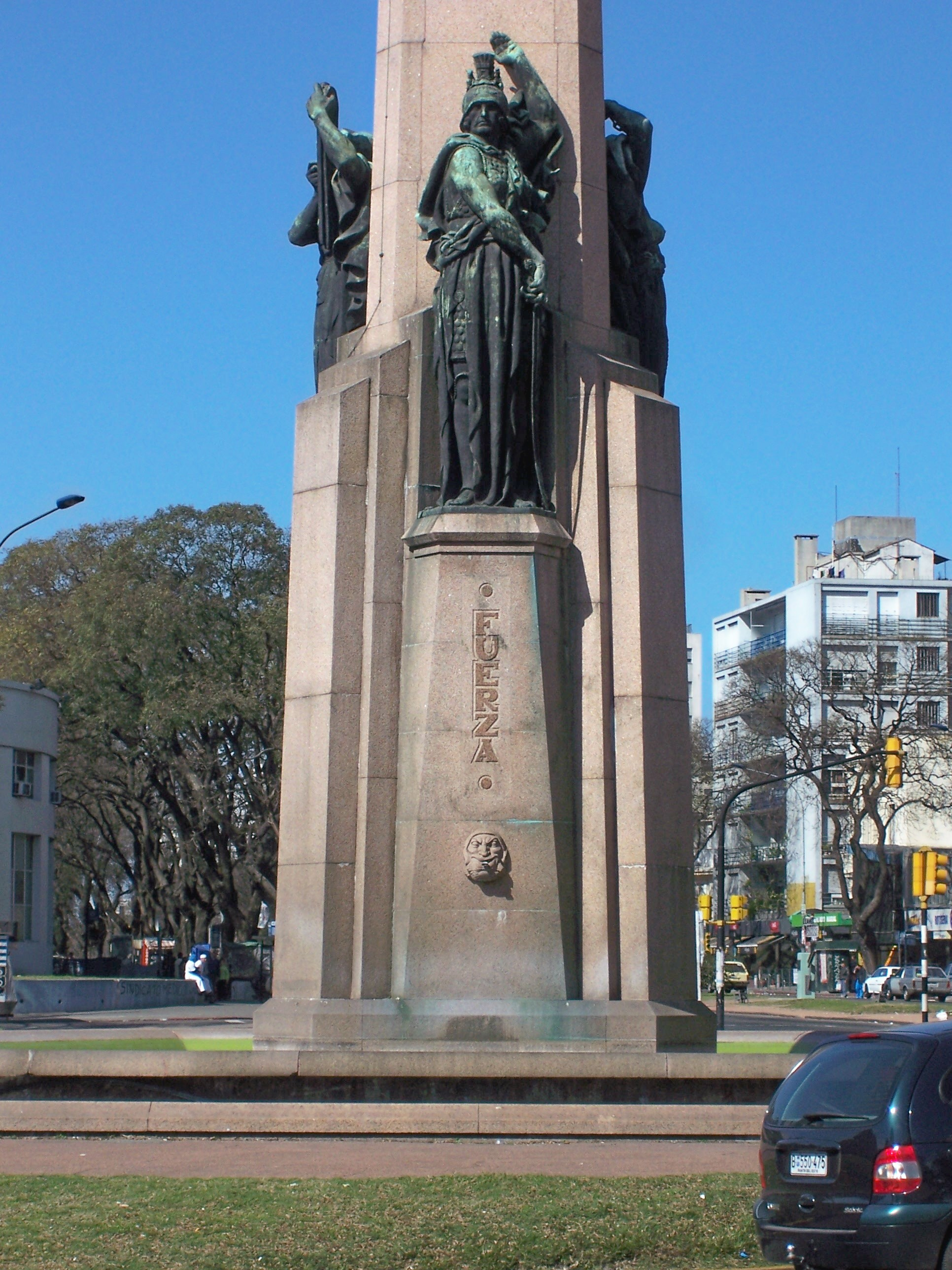
Detall de les estàtues al peu de l'obelisc.

L'Obelisc als Constituents de 1830 (castellà: Obelisco a los Constituyentes de 1830) és un monument de Montevideo, Uruguai.
Es troba a la intersecció de Bulevar Artigas amb l'Avenida 18 de Julio. Obra en bronze i granit de l'escultor uruguaià José Luis Zorrilla de San Martín. Inaugurat el 1938, és un homenatge als participants de l'Assemblea General Constituent i Legislativa de l'Estat, la qual va aprovar la primera Constitució de l'Uruguai l'any 1830.
Aquest obelisc de 40 metres d'altura es va realitzar completament en granit rosat uruguaià. En la seva cara oest, l'agulla central té gravada la inscripció Als constituents de 1830. Inclou tres estàtues de bronze que representen la Llei, la Força i la Llibertat. Té una font d'aigua hexagonal al voltant. Sobre la zona oest de la font estan gravats els noms de les institucions bancàries que van oferir el seu homenatge als constituents de 1830.